# Республіка Крим
Республіка Крим (рос. Республика Крым, крим. Qırım Cumhuriyeti) — створена внаслідок початку тимчасової окупації АР Крим Росією республіка, яку окупаційна влада вважає суб'єктом РФ, розташована на тимчасово окупованій території України (Автономна республіка Крим). Утворення «республіки» порушує закони України та міжнародне право. Згідно з законами РФ, «республіка Крим» входить до складу Південного федерального округу й Північно-Кавказького економічного району. Створена 18 березня 2014 року.
Окупація Криму Росією не отримала міжнародного визнання, в документах ООН і законодавстві України заявлена Росією територія республіки розглядається як тимчасово окупована російськими збройними силами Автономна Республіка Крим.

## Географічне положення
Невизнана «республіка» розміщена на більшій частині Кримського півострова. На півночі межує з Херсонською областю материкової України (крім північної частини Арабатської стрілки, що також географічно належить до півострова), на південному заході — з містом Севастополь. Через Керченську протоку на сході — з Краснодарським краєм РФ. Омивається Чорним та Азовським морями.

## Історія
Представники політичного утворення на Кримському півострові у складі українських Автономної Республіки Крим та міста Севастополь оголосили про «незалежність» від України 17 березня 2014 року. За постанову «Про незалежність Криму» проголосували 85 депутатів республіканської Верховної Ради, посилаючись на результати незаконного референдуму про статус Криму, всупереч тому, що питання про державний суверенітет не виносилось на так званий «референдум», та керуючись Декларацією незалежності АРК та Севастополя від 11 березня 2014 року. Серед країн-членів ООН незалежність республіки Крим визнано лише Росією (відповідний указ підписав Президент Росії Путін). Де-факто є територією, тимчасово окупованою Російською федерацією після військового вторгнення 2014 року.
18 березня у Георгієвській залі Московського Кремля Президент Росії Володимир Путін з боку Росії та самопроголошені Голова Ради Міністрів Криму Сергій Аксьонов, спікер Державної Ради Криму Володимир Константинов та самопроголошений «міський голова» Севастополя Олексій Чалий підписали Договір про входження Криму до складу Росії на правах суб'єкта федерації. 21 березня Рада Федерації ратифікувала цю угоду, закріпивши початок тимчасової анексії Криму Росією.
11 квітня було опубліковано нову редакцію Конституції Росії зі змінами, відповідно до яких Республіка Крим та місто Севастополь оголошуються суб'єктами Російської Федерації. Відповідно до внесених змін Республіку Крим та м. Севастополь включено до складу Росії на підставі закону від 21 березня.
16 вересня 2019-го окупаційна влада заявила про наміри перейменувати Крим на «Республіку Крим — Тавриду», таку версію озвучив «постійний представник» при президенті Росії Георгій Мурадов.
Через невизнання міжнародною спільнотою, Росія отримала нові численні санкції, які зокрема вплинули на політику компаній, які поступово частково або повністю припинили діяльність на окупованих територіях. Китайська компанія Xiaomi, виробник смартфонів та побутової техніки, з вересня 2021 року почала блокування смартфонів, якими користувалися на територіях, заборонених до продажу. Ці зміни торкнулися Куби, Ірану, Сирії, КНДР та Криму.

## Державний устрій
Найвищим органом державної влади на території республіки є Державна Рада Республіки Крим. Найвищим органом виконавчої влади Криму є Рада міністрів Республіки Крим.
На території Криму вищу юридичну силу мала Конституція Автономної Республіки Крим у редакції 1998 року до прийняття нової конституції республіки.
11 квітня Державна Рада Республіки Крим прийняла конституцію республіки: документ було ухвалено одноголосно — за проголосували усі 88 депутатів, що зареєструвалися у сесійній залі.

## Населення
За інформацією Росстату (з урахуванням підсумків перепису населення в окупованому Криму) чисельність постійного населення Республіки Крим станом на 1 січня 2015 р. склала 1 895 915 осіб. За даними Кримстата, чисельність постійного населення республіки на 1 січня 2014 р. становила 1 958 504 людини (у тому числі 1 218 730 містян, або 62,23 %), наявного населення — 1 967 259 осіб (у тому числі 1 233 536 містян, або 62,70 %); на 1 липня 2014 р. — 1 959 010 осіб (у тому числі 1 218 897 містян, або 62,22 %), наявного населення — 1 967 765 осіб (у тому числі 1 233 703 містян); на 1 жовтня 2014 р. — 1 965 262 людини (у тому числі 1 223 045 містян або 62,23 %), наявного населення — 1 974 017 осіб (у тому числі 1 237 851 містянин).

## Мови
Державними мовами Республіки Крим є російська, українська і кримськотатарська мови (п. 1 ст. 10 Конституції Республіки Крим від 11 квітня 2014 року)
МЗС України висловило занепокоєння порушенням прав української та кримськотатарської спільнот у Криму після його анексії Росією, зокрема, забороною на викладання української мови і літератури у навчальних закладах.

## Міжнародні визнання
Росія визнала «незалежність» Республіки Крим: відповідний указ підписав Президент Росії Путін 17 березня 2014 року. Казахстан 18 березня висловився, що визнає кримський референдум вільним, ставиться з розумінням до позиції Росії та закликає до мирного врегулювання конфлікту. Монголія та Вірменія також підтримали підсумки референдуму в Криму.
Результати референдуму про статус Криму 2014 року визнали частково визнані Республіка Абхазія, Південна Осетія та невизнана Нагірно-Карабаська Республіка.

### Реакція української влади
Виконувач обов'язків Президента України Олександр Турчинов у своєму зверненні до українського народу зазначив, що Україна ніколи не змириться з анексією Криму Росією.
Прем'єр-міністр України Арсеній Яценюк заявив, що українська влада не визнає результатів референдуму 16 березня, та наголосив, що «Крим — це територія української держави».

## Економіка
Економіка Республіки Крим є залежною від «материкової» України. Крим забезпечується питною водою та електроенергією на 80 % з території України. Звідти ж на півострів ідуть також автошляхи, залізниці та газопровід.
17 березня 2014 року Державна Рада Республіки Крим націоналізувала розташовані на території республіки підприємства нафтогазовидобувної промисловості: Державне акціонерне товариство «Чорноморнафтогаз» та майно ПАТ «Укртрансгаз». Також Україна на третину забезпечує Крим природним газом.
Офіційною валютою республіки проголошено російський рубль, гривня зберігатиме офіційний статус до 1 січня 2016 року. Для організації грошового обігу та здійснення операцій бюджетними коштами та коштами позабюджетних фондів, а також з обслуговування зовнішнього боргу було створено Банк Криму.
Російська влада запропонувала прокласти газопровід до Криму через Таманський півострів.
13 травня 2014 року було заборонено ввозити до Криму продукцію кондитерської корпорації «Рошен».
До кінця 2014 року важливим економічним наслідком приєднання півострова до РФ стало суттєве підвищення цін на харчові продукти у 1,5—2 рази супроти українських цін.
Ситуація значно погіршилась із початком блокади окупованого півострова кримськотатарськими та українськими активістами з 20 вересня 2015 року. Спочатку блокада стосувалась лише транспортних засобів, але вже у жовтні були вчинені спроби розпочати енергетичну блокаду Криму. Однак лише 22 листопада після повторного підриву опор електромереж Крим було повністю відімкнуто від електропостачання.. Енергоблокада призвела до оголошення на півострові надзвичайного стану та введення графіку подачі електроенергії та води. Крім того, виникли серйозні проблеми із забезпеченням жителів Криму пальним (для електрогенераторів), а також закрились більшість торгових мереж які продовжували працювати на півострові.
Спроби керівництва Російської федерації побудувати енергоміст з боку Таманського півострова дозволили частково покращити ситуацію з енергопостачанням у Керчі та Феодосії, одна на ситуацію в інших регіонах це практично не вплинуло.
10 січня 2016 року «віцепрем'єрка» окупованого Криму Є. Бавикіна заявила, що через енергоблокаду Крим втратив 12 мільйонів доларів. Зокрема збитки промислових підприємств склали 900 мільйонів рублів, збитки оборонно-промислового комплексу Криму оцінили в 190 мільйонів рублів.
17 січня 2016 вийшла постанова Кабінету міністрів України про обмеження постачання товарів до окупованого Криму та з Криму, яка узаконила розпочату активістами блокаду окупованого півострова.